# Monica Felton
Monica Felton (1906-1970) est une auteure britannique, féministe et militante sociale membre du parti travailliste.

## Biographie
Monica Felton passe son enfance atteinte de tuberculose osseuse.
Elle étudie à l'université de Southampton et obtient son doctorat à la London School of Economics. Elle est ensuite nommée au Conseil d'administration de l'école.
En 1937, elle est élue au Conseil du comté de Londres en tant que conseillère du parti travailliste, représentant St Pancras Sud-Ouest jusqu'en 1946.
En 1947-1951, elle a servi comme présidente du Conseil d'administration pour la construction de la nouvelle ville de Stevenage.

## Urbanisme
Pendant les années 1930, Monica Felton devient une urbaniste de premier plan, liée au Conseil du comté de Londres où elle travaille jusqu'au début de la Seconde Guerre mondiale. Pendant la guerre, elle  travaille pour le ministère de l'approvisionnement britannique. Pendant et après la guerre, Monica Felton donne des conférences sur la planification urbaine et le logement pour BBC Home Service et BBC World Service.
Après la guerre, des centaines de milliers de nouveaux logements se construisent. Monica Felton est étroitement impliquée dans leur planification et leur implantation. Elle fait partie dans les années 1945-1946 de la grande commission New Towns, qui est dirigé par John Reith. Elle est la seule femme de cette commission de 15 personnes. 
En 1949, elle est la présidente de la Société de développement de Stevenage dans le comté de Hertfordshire. Stevenage est la première des villes nouvelles d'après-guerre à avoir été construite par le gouvernement travailliste sur les bases de la nouvelle loi de 1946.

## Corée du Nord
En 1951, Monica Felton visite la Corée du Nord pour la commission de la Fédération démocratique internationale des femmes, et décrit ses impressions, en adhérant à une position anti-guerre. Elle raconte son expérience dans le livre That's why I went (1954). Après sa visite en Corée, elle est licenciée de sa présidence à la Société de développement de Stevenage, expulsée du parti travailliste et menacée de poursuites pour trahison,.
Elle est membre du Conseil mondial de la paix et remporte le Lauréat du Prix international Staline « pour la paix entre les peuples » en 1951.

## Inde
En 1956, elle assiste à un forum en Inde et rencontre Rajaji (Chakravarti Rajagopalachari). Rajaji est un avocat indien, militant pour l'indépendance de l'Inde, politicien, écrivain et homme d'état, et aussi le dernier gouverneur général de l'Inde. Elle écrit en 1962 sa biographie intitulée I meet Rajaji.